# Tailandia en los Juegos Paralímpicos de París 2024
Tailandia estuvo representada en los Juegos Paralímpicos de París 2024 por un total de 78 deportistas, 41 hombres y 37 mujeres.

## Medallistas
El equipo paralímpico tailandés obtuvo las siguientes medallas:
| Nombre                                           | Deporte                    | Evento                        |
| ------------------------------------------------ | -------------------------- | ----------------------------- |
| Oro                                              |                            |                               |
| Chaiwat Rattana                                  | Atletismo                  | 100 m T34 masculino           |
| Pongsakorn Paeyo                                 | Atletismo                  | 400 m T53 masculino           |
| Worawut Saengampa                                | Bochas                     | Individual BC2 masculino      |
| Saysunee Jana                                    | Esgrima en silla de ruedas | Florete individual B femenino |
| Saysunee Jana                                    | Esgrima en silla de ruedas | Espada individual B femenino  |
| Saysunee Jana                                    | Esgrima en silla de ruedas | Sable individual B femenino   |
| Plata                                            |                            |                               |
| Athiwat Paeng-nuea                               | Atletismo                  | 100 m T54 masculino           |
| Athiwat Paeng-nuea                               | Atletismo                  | 400 m T54 masculino           |
| Pongsakorn Paeyo                                 | Atletismo                  | 100 m T53 masculino           |
| Pongsakorn Paeyo                                 | Atletismo                  | 800 m T53 masculino           |
| Chaiwat Rattana                                  | Atletismo                  | 800 m T34 masculino           |
| Sujirat Pookkham                                 | Bádminton                  | Individual WH1 femenino       |
| Visit Kingmanaw                                  | Esgrima en silla de ruedas | Espada individual B masculino |
| Wanchai Chaiwut                                  | Tenis de mesa              | Individual MS4 masculino      |
| Rungroj Thainiyom                                | Tenis de mesa              | Individual MS6 masculino      |
| Rungroj Thainiyom Phisit Wangphonphathanasiri    | Tenis de mesa              | Dobles MD14 masculino         |
| Yuttajak Glinbancheun Wijittra Jaion             | Tenis de mesa              | Dobles XD7 mixto              |
| Bronce                                           |                            |                               |
| Sasirawan Inthachot                              | Atletismo                  | 200 m T47 femenino            |
| Mongkhon Bunsun                                  | Bádminton                  | Individual SL3 masculino      |
| Sujirat Pookkham Amnouy Wetwithan                | Bádminton                  | Dobles WH1-WH2 femenino       |
| Watcharaphon Vongsa                              | Bochas                     | Individual BC2 masculino      |
| Nuanchan Phonsila Pornchok Larpyen               | Bochas                     | Dobles BC4 mixto              |
| Duean Nakprasit Aphinya Thongdaeng Saysunee Jana | Esgrima en silla de ruedas | Espada por equipos femenino   |
| Kamolpan Kraratpet                               | Levantamiento de potencia  | –55 kg femenino               |
| Khwansuda Phuangkitcha                           | Taekwondo                  | –47 kg femenino               |
| Yuttajak Glinbancheun                            | Tenis de mesa              | Individual MS3 masculino      |
| Chalermpong Punpoo                               | Tenis de mesa              | Individual MS7 masculino      |
| Phisit Wangphonphathanasiri                      | Tenis de mesa              | Individual MS8 masculino      |
| Wanchai Chaiwut Yuttajak Glinbancheun            | Tenis de mesa              | Dobles MD8 masculino          |
| Dararat Asayut Chilchitparyak Bootwansirina      | Tenis de mesa              | Dobles WD5 femenino           |